# Oultem
Oultem (o Oultene) è un comune dell'Algeria, situato nella provincia di M'Sila.